# Helmcke-Denkmal

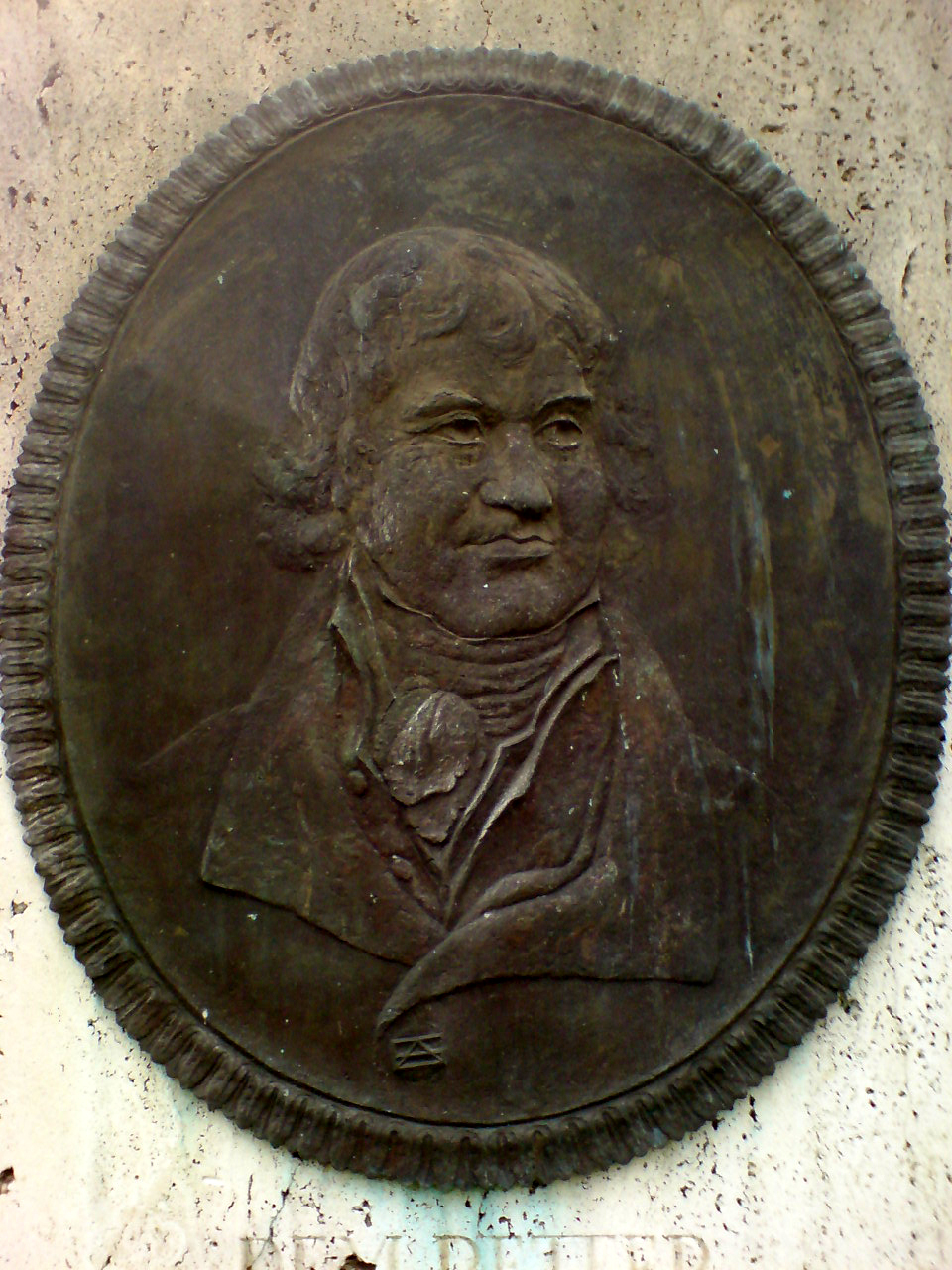
Porträt-Relief Helmckes von Friedrich Adolf Sötebier

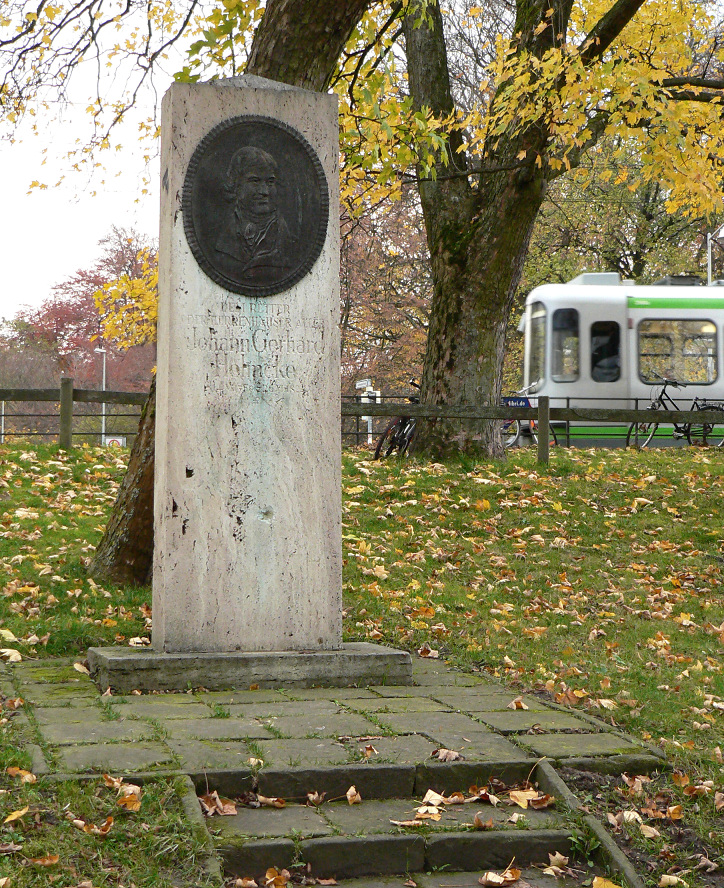
Das 1950 durch verschiedene Künstler erneuerte Helmcke-Denkmal an der Herrenhäuser Allee Ecke Schneiderberg

Das Helmcke-Denkmal in Hannover ehrt den Bäckermeister und Getreidehändler Johann Gerhard Helmcke (1750–1824), der Anfang des 19. Jahrhunderts die Herrenhäuser Allee im Georgengarten vor der Abholzung rettete. Standort des Denkmals ist die Nienburger Straße im Georgengarten in Höhe der Straße Schneiderberg an der Ecke zum Franziusinstitut.
1928 wurde Helmcke ein Denkmal mit Porträt-Relief im Georgengarten gesetzt. Nachdem dieses im Zweiten Weltkrieg zerstört worden war, schuf der Bildhauer Friedrich Adolf Sötebier 1950 ein neues Porträt-Medaillon, das auf einer Muschelkalk-Säule eines anderen Künstlers montiert ist.